# Razor Burn
Razor Burn es el séptimo álbum de estudio de la banda de rock gótico de África del Sur The Awakening publicado por el sello Massacre Records en Alemania e Intervention Arts en África y Estados Unidos en septiembre de 2006.

## Lista de canciones
1. «Outside the Asylum»
2. «Arrow»
3. «Heaven Waits»
4. «The Neon Sky»
5. «Razor Burn»
6. «Darkness Calls» (Razor Burn part 2)
7. «Bleeding»
8. «Descent»
9. «Oblivion»
10. «Halo»
11. «Below»
12. «Asylum»